# Columbella aureomexicana
Columbella aureomexicana är en snäckart som först beskrevs av Howard 1963.  Columbella aureomexicana ingår i släktet Columbella och familjen Columbellidae. Inga underarter finns listade i Catalogue of Life.